# Wade Carmichael
Wade Carmichael est un surfeur professionnel australien né le 1er novembre 1992 à Avoca Beach, en Nouvelle-Galles du Sud, en Australie. Il participe au championnat du monde de surf depuis 2018.

## Palmarès et résultats

### Saison par saison
- 2015 :
  - 1er du Hawaiian Pro à Haleiwa, sur le North Shore d'Oahu (Hawaï)

- 2016 :
  - 1er du Komunity Project Great Lakes Pro à Boomerang Beach (Australie)
  - 1er du Pro Anglet à Anglet (France)

- 2017 :
  - 2e du HIC Pro à Sunset Beach, sur le North Shore d'Oahu (Hawaï)

- 2018 :
  - 2e du Oi Rio Pro à Saquarema (Brésil)
  - 3e du Ballito Pro à Ballito (Afrique du Sud)
  - 2e du Corona J-Bay Open à Jeffreys Bay (Afrique du Sud)
  - Rookie of the year

### Classements
| Année             | 2011 | 2012 | 2013 | 2014 | 2015 | 2016 | 2017 | 2018 |
| ----------------- | ---- | ---- | ---- | ---- | ---- | ---- | ---- | ---- |
| Qualifying Series | 635e | 623e | 41e  | 59e  | 16e  | 75e  | 4e   | 37e  |
| Championship Tour |      |      |      |      |      | 47e  | 49e  | 9e   |